# السياسة والرياضة

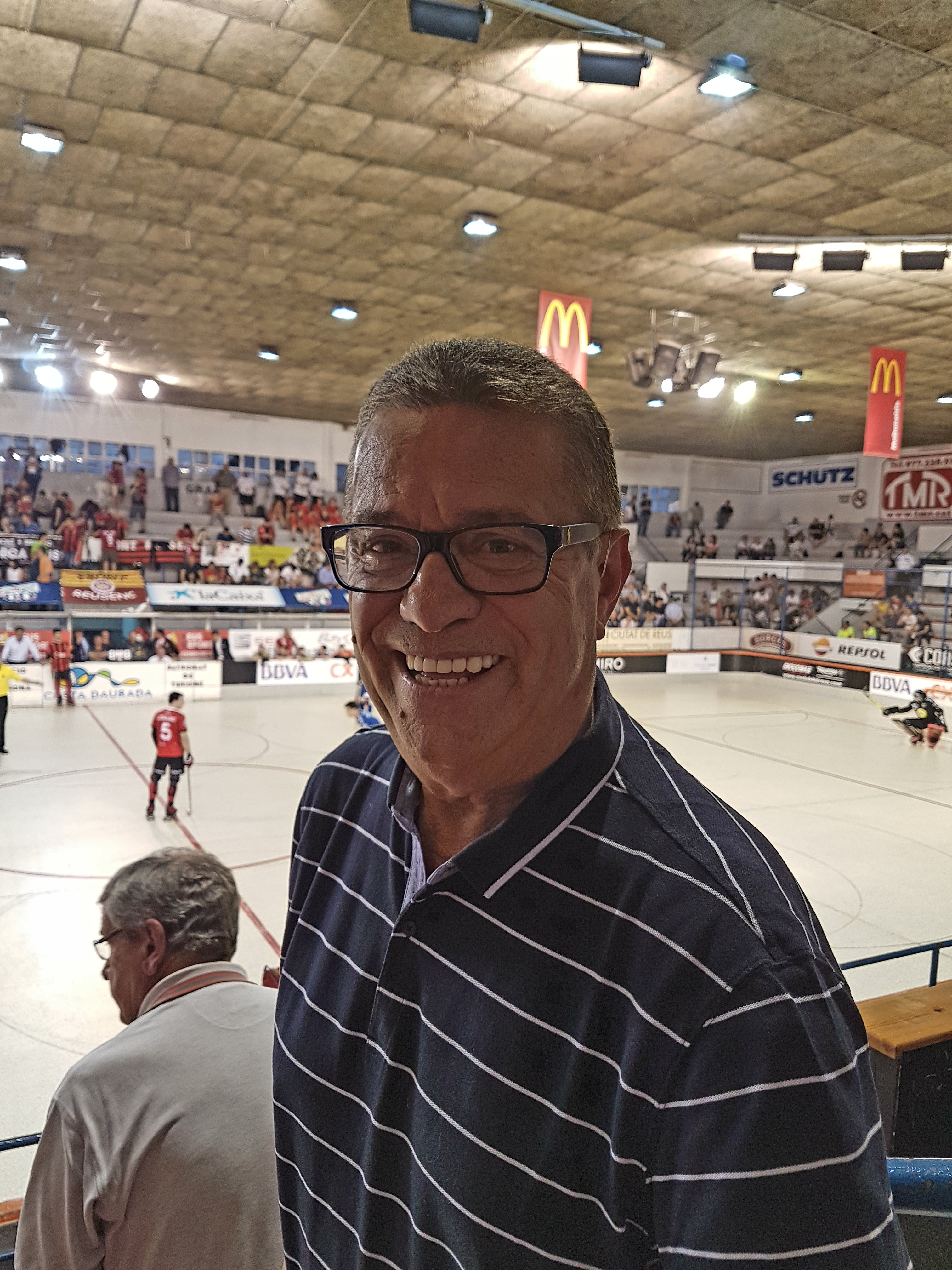
جوان سباتر اسكودي شهد آخر مباراة في دوري I’OK.لموسم 2015-2016 بين Reus Deportiu و CE Vendrell

السياسة والرياضة أو الدبلوماسية الرياضية تصف استخدام الرياضة كوسيلة للتأثير في العلاقات الدبلوماسية والاجتماعية والسياسية. قد تسمو الدبلوماسية الرياضية فوق الاختلافات الثقافية وتجمع الناس سويًة.
كان لاستخدام الرياضة والسياسة آثار إيجابية وسلبية على مر التاريخ. كان للمسابقات الرياضية والفعاليات النية في تحقيق التغيير في بعض الحالات. يرتبط الحماس الوطني أحيانًا بالانتصارات أو الخسائر لبعض الرياضات في الميادين الرياضة.
في حين أن الألعاب الأولمبية غالبًا ما تكون المثال السياسي الأكبر عن استخدام الرياضة كوسائل دبلوماسية، الكريكت وكرة القدم (اتحاد كرة القدم) وكذلك غيرها من الألعاب الرياضية في الساحة العالمية، استخدمت في هذا الشأن. في حالة الأبارتايد (نظام الفصل العنصري)، استخدمت الرياضة لعزل جنوب أفريقيا وتحقيق إصلاح كبير في الهيكل الاجتماعي للبلاد. فبينما يمكن للإثنية والعرق أن يسببا انقسامًا، يمكن أن تساعد الرياضة في جمع الاختلافات.
بالإضافة إلى ذلك، فقد سعى العديد من الرياضيين للوصول للمكتب السياسي، وبعضهم فشل، سواء على المستوى الوطني أو المستوى دون الوطني.

## اتحاد كرة القدم

### عالميًا
كان الإعلان الأسوأ سمعةً للسياسة والرياضة هو حرب كرة القدم بين السلفادور وهندوراس. على الرغم من أن أساس الحرب كان له علاقة بالمشاكل الاقتصادية والاجتماعية كالهجرة واستصلاح الأراضي، كان الدافع للحرب هو تأجيج التوتر المثار من قبل المتظاهرين خلال جولة تصفيات أمريكا الشمالية الثانية لبطولة كأس العالم لعام 1970. اندلعت الاضطرابات خلال المباراة الأولى في تيغوسيغالبا، ولكن المحطة الثانية (مباراة العودة) أظهرت أن الوضع أصبح أسوأ بشكل كبير في سان سلفادور. تلقت جماهير هندوراس معاملة خشنة، وأُهين علم هندوراس والنشيد الوطني، وأصبحت مشاعر كلتا الدولتين منفعلة بشكل كبير. بالمقابلة بالمثل، تزايد العنف ضد السكان السلفدوريين المقيمين في هندوراس، ومن ضمنهم العديد من نواب القناصل. قتل عدد غير معروف من السلفدوريين أو تعرضوا للوحشية، وبدأ عشرات الآلاف يفرون من البلد. ساهمت الصحافة في كلا البلدين في المناخ المتزايد القريب من الهستيريا وفي 27 يونيو 1969 حصل هجوم ضد هندوراس. تفاوضت منظمة الدول الأمريكية لوقف إطلاق النار الذي دخل حيز التنفيذ في 20 يوليو مع انسحاب القوات السلفدورية في بداية أغسطس.
كانت إسرائيل واحدة من الأعضاء المؤسسين للاتحاد الآسيوي لكرة القدم بعد استقلالها في عام 1948. قبل ذلك لعبت تحت راية «الانتداب البريطاني على فلسطين-أرض إسرائيل». بعد الألعاب الآسيوية عام 1974 في إيران وخسارة إسرائيل 1-0 لإيران في النهائيات، رفضت الكويت ودول أخرى عربية أن تلعبها. بعد ذلك، طُردوا من الاتحاد وأمضوا عدة سنوات في محاولة التأهل من هيئات قارية مثل أو أف سي «اتحاد أوقيانوسيا لكرة القدم» قبل الانضمام ليو إي أف أي «الاتحاد الأوروبي لكرة القدم».
في بطولة كأس العالم في المكسيك لعام 1986، وبعد حرب الفوكلاند بين الأرجنتين والمملكة المتحدة، التقت الأرجنتين وإنجلترا في الدور ربع النهائي، حيث سجل دييغو مارادونا كلا الهدفين في انتصار 2-1 للجنوب أمريكيين. سمي كل من أهداف مارادونا يد الله وهدف القرن وخُلدت ليس فقط في الأرجنتين ولكن حول العالم لأن كل واحد منهما اعتبر مثيرًا للإعجاب. الكثير من الأرجنتينين اعتبروا الفوز انتقام من الإنجليز لما حصل في حرب الفوكلاند.
في كأس العالم لعام 1998، المقامة في فرنسا، سجلت إيران أول نصر لها في كأس العالم في المباراة الثانية، بفوزها على الولايات المتحدة 2-1، مع تسجيل إستيلي ومهدافيكيا للأهداف لإيران. كانت المباراة مشحونة بالكثير من الإثارة بسبب الموقف السياسي لكلا البلدين بعد الثورة الإيرانية؛ ومع ذلك في سياق التحدي ضد كل أشكال الكره أو إدخال السياسة في الرياضة، قابل كل من الطرفين الآخر بالهدايا والزهور ووقفوا سويةً من أجل التقاط صورة قبل بدء المباراة.
تصدر كأس الاتحاد الأسيوي 2004 الذي عقد في الصين عناوين الصحف بسبب الأحداث التي حصلت خلال النهائي بين الصين واليابان، على ما يبدو بسبب العلاقات التاريخية التي تعود للحرب العالمية الثانية. أثناء عزف النشيد الياباني الوطني، عبّر مشجعو الفريق المضيف عن الموقف المعادي لليابان من خلال إغراق النشيد الوطني بهتافاتهم. واستمر مشجعو الصين أيضًا في استهجان اللاعبين والمشجعين الضيوف والمسؤولين وهم يشاهدون اليابان تهزم الصين 3-1. بعد المباراة، بعض المشجعين الصينين تظاهروا خارج ملعب العمال في بكين.
كان لكأس آسيا لكرة القدم لعام 2007 وجه آخر من السياسة الرياضية. خرج المنتخب العراقي على الرغم من الانقسامات الإثنية في بلادهم والغزو من قبل الجيش الأمريكي بانتصار وفازوا في أكبر مسابقة لكرة القدم الآسيوية. بعد فوزهم بجولة سابقة، قال المتحدث باسم الجيش العراقي العميد اللواء قاسم الموسوي أنه يريد أن يوقف «الإرهابيين والسنة المتطرفين والمجرمين من استهداف فرحة الناس». وقع جدال بعد أن قال الكابتن العراقي يونس محمود أنه «لم يجرؤ على العودة إلى وطنه بسبب الظروف التي سببها الاحتلال الأمريكي». قال الرئيس جلال طالباني أن عدم قدرتهم على الاحتفال مع المشجعين في وطنهم كانت مخيبة للآمال. مع ذلك، رحب الكثيرون بالنصر باعتباره دليل للوحدة. أشار المدرب العراقي البرازيلي غورفان فييرا إلى أهمية الفوز بقوله «هذا الفوز ليس فقط حول كرة القدم...هو أكثر أهمية من ذلك...لقد حقق السعادة لبلد كامل. هذا الفوز ليس عن الفريق، بل هو عن البشرية». بالمثل، وافق المدرب السعودي هيليو دوس أنغوس بقوله «العراق يستحق الفوز اليوم... كانوا متحفزين جدًا ونحن نعلم أن العالم كله كان يشجع هذا الفريق». وبالمثل، مدحت القيادة الأمريكية الفوز العراقي. ومع ذلك، قال لاعب خط الوسط أحمد مناجد أنه لو لم يكن يلعب لهذا البلد لحارب في موطنه الفلوجة ضد قوات الولايات المتحدة. كان واحداً من العديد من اللاعبين الذين انتقدوا وقتها الرئيس الأمريكي جورج دبليو بوش لاستخدامه نجاح الفريق في خطابات حملته.
ومرة أخرى، في 6 سبتمبر 2008 واجهت تركيا وأرمينيا بعضهما البعض في مباراة تصفيات كأس العالم لعام 2010 في يريفان. في خطوة غير مسبوقة، دعي الرئيس التركي عبد الله غول لمشاهدة المباراة حيث هو ونظيره الأرميني، سيرج سركسيان جلسا سوية، وإن كان خلف الزجاج المضاد للرصاص. ومع ذلك، كاد النشيد الوطني التركي أن يُغرق بالهتافات من قبل 35.000 مشجع أرمني، مظهرًا أنه ما يزال هناك انعدام ثقة بين البلدين. على أية حال، فإن اللفتة بين الرئيسين تظهر أنهم آمنوا أن «دبلوماسية كرة القدم» حققت الهدف الأكثر أهمية». وكان هذا الأمر الأول من نوعه للبلدين المنقسمين بسبب من قبل إرث أول إبادة جماعية في القرن العشرين.
في عام 2009، التقت فرنسا وجمهورية إيرلندا في التصفيات المؤهلة لكأس العالم لعام 2010، حيث الفائز من مباراتي ذهاب وإياب يتأهل إلى كأس العالم لعام 2010 في جنوب أفريقيا. بعد التعادل في مجموع المباراتين 1-1، ذهبت المباراة للوقت الإضافي في ملعب فرنسا القومي. هدف الفوز جاء من وليام غالاس، ولكن في بناء الهدف روض تييري هنري الكرة مرتين قبل تمريرها لغالاس ليسجل. كان يُنظر له كهدف «يد الضفدع»، في إشارة للهدف المشابه «يد الله» في المباراة بين الأرجنتين وإنجلترا، الأمر الذي أصبح حدثًا عالميًا مع مطالبة الإيرلندي التاوسيشي بريان كوين بإعادة المباراة، وقول الرئيس الفرنسي له أن «يلتزم بالسياسة». لم تجر إعادة للمباراة.
في عام 2021، أعلنت الفورمولا 1 أن أحد أحداثها سيقام في المملكة العربية السعودية. وتعرضت هذه الخطوة لانتقادات من قبل العديد من جماعات حقوق الإنسان، باعتبارها مثالا على "تبييض الرياضة" في المملكة العربية السعودية. وتعرضت الجائزة الكبرى لانتقادات من منظمة العفو الدولية على خلفية انتهاكات حقوق الإنسان في المملكة العربية السعودية. كما أدانت منظمة هيومن رايتس ووتش القرار قائلة إنه "جزء من استراتيجية ساخرة تهدف إلى صرف الانتباه عن انتهاكات حقوق الإنسان في المملكة العربية السعودية". ردت الفورمولا 1 قائلةً: "لقد أوضحت الفورمولا 1 موقفها بشأن حقوق الإنسان وقضايا أخرى لجميع شركائنا والدول المضيفة التي تلتزم باحترام حقوق الإنسان في طريقة استضافة وتقديم أحداثها" وأن "الفورمولا 1 عملت بجد لتكون قوة إيجابية في كل مكان تتسابق فيه، بما في ذلك الفوائد الاقتصادية والاجتماعية والثقافية". في فبراير 2021، دعت 45 منظمة حقوقية لويس هاميلتون إلى مقاطعة سباق الجائزة الكبرى مستشهدة بدور المملكة العربية السعودية في الحرب الأهلية اليمنية، واحتجازها لناشطات حقوق المرأة، ومقتل الصحفي جمال خاشقجي في صحيفة واشنطن بوست. صرح هاميلتون نفسه أنه شعر بعدم الارتياح أثناء السباق في الريف. بعد انتهاء سباق 2022، دعت الحكومة السعودية هاميلتون لإجراء محادثات في المملكة العربية السعودية لمناقشة المخاوف المتعلقة بحقوق الإنسان بعد أن انتقد هاميلتون الدولة المضيفة عدة مرات.
تأثر سباق جائزة السعودية الكبرى لعام 2022 بالحرب التي تقودها السعودية على اليمن. نفذ المتمردون الحوثيون في اليمن هجوما صاروخيا على مستودع نفط تابع لشركة أرامكو (على بعد حوالي 16 كيلومتر (10 ميل) من الحلبة)، مما تسبب في انفجار، خلال أول جولتين تدريبيتين. وسلطت الحادثة الضوء على المخاطر التي تحيط بالسباق، حيث أبدى السائقون، مثل لويس هاميلتون، مخاوفهم بشأن سلامة الحدث. وبعد مناقشات استمرت عدة ساعات، تم التوصل إلى اتفاق لإقامة هذا الحدث.  وإلى جانب الهجوم، كانت هناك تساؤلات جدية حول سنوات من انتهاكات حقوق الإنسان في المملكة العربية السعودية. وتعرض النظام الحاكم لانتقادات بسبب قمعه المستمر للمعارضين، وخاصة في ضوء الإعدام الجماعي لـ 81 شخصًا قبل أسبوعين من السباق.
في عام 2020، أطلقت مجموعة الفورمولا 1 مبادرة "نحن نتسابق كواحد" في أعقاب حركة حياة السود مهمة التي اكتسبت أهمية في عام 2020. منذ موسم 2020، يركع بعض السائقين على ركبهم لإظهار التضامن. ركزت الحركة على ثلاثة جوانب: الاستدامة، والتنوع والشمول، والمجتمع. وقد أثارت هذه الخطوة ردود فعل متباينة بين المشجعين، حيث انتقدها بعض المشجعين باعتبارها مثيرة للسخرية حيث لا تزال بعض السباقات تُقام في دول ذات سجل سيئ في مجال حقوق الإنسان مثل البحرين والمملكة العربية السعودية وقطر وروسيا والصين وأذربيجان وغيرها. في عام 2022، قررت الفورمولا 1 إلغاء إشارة "نحن نتسابق كواحد"، إلا أن هذه الخطوة تعرضت لانتقادات من بعض السائقين.